# Eremnophila opulenta
Eremnophila opulenta är en biart som först beskrevs av Guérin-Méneville 1838.  Eremnophila opulenta ingår i släktet Eremnophila och familjen grävsteklar. Inga underarter finns listade i Catalogue of Life.